# Campionato mondiale di scherma 1952
Il Campionato mondiale di scherma del 1952 si è svolto a Copenaghen, in Danimarca. Si disputò solo la competizione del fioretto femminile a squadre, in quanto unica gara non compresa nel programma olimpico di Helsinki 1952.

## Donne
| Evento                        | Oro                                                                | Argento                                                                                               | Bronzo                                                                            |
| Fioretto                      |                                                                    | |                                                                                   |
| Fioretto a squadre (dettagli) | Ungheria Ilona Elek Margit Elek Magdolna Nyári-Kovács Magda Zsabka | Francia Kate Bernheim Odette Drand Renée Garilhe Françoise Gouny Lylian Guyonneau Françoise Mailliard | Italia Irene Camber Alberta Lorenzoni Velleda Cesari Silvia Strukel Jenny Zanelli |

## Medagliere
| Posizione | Nazione  |   |   |   | Totale |
| --------- | -------- | - | - | - | ------ |
| 1         | Ungheria | 1 | 0 | 0 | 1      |
| 2         | Francia  | 0 | 1 | 0 | 1      |
| 3         | Italia   | 0 | 0 | 1 | 1      |
| Totale    | Totale   | 1 | 1 | 1 | 3      |